# Рябов, Виктор Васильевич (полный кавалер ордена Славы)
Виктор Васильевич Рябов (23 февраля 1926, Бабино, Тосненский район — 30 апреля 2009, Тосно, Ленинградская область) — сержант Советской армии; участник Великой Отечественной войны и полный кавалер ордена Славы.

## Биография
Родился 23 февраля 1926 года в деревне Бабино (ныне Тосненский район, Ленинградская область) в семье работника железной дороги. По национальности — русский. Окончил 6 классов средней школы.
После оккупации части Ленинградской области, Виктор Рябов был угнан в Германию, однако в пути в апреле 1942 года он и ещё шесть(по другим данным ещё трое) пленников сумели выбраться из вагона-теплушки. Вскоре все они вступили в партизанский отряд, который действовал в районе Каменец-Подольского (ныне Хмельницкая область, Украина), где воевали с немецкими войсками вплоть до освобождения этих территорий Красной армией . 
В марте 1944 года был призван (по другим данным вступил добровольцем по совету командира) в ряды Красной армии. На передовой с того же времени. В начале службы Виктор Рябов охранял штаб полка, затем, после того как погибла большая часть разведывательного взвода, Рябов был переведён в разведку. Во время войны был ранен и контужен.
В ходе боёв на Украине весной 1944 года 809-й стрелковый полк, в котором служил Рябов, вошёл в одно из сёл на ночёвку. Однако уже утром полк был окружён. Командир полка приказал Рябову и ещё двум разведчикам (по другим данным — ещё пятерым людям) спасти полковое Знамя, приказ был выполнен. В этом бою погибла большая половина полка, включая и его командира. В живых осталось лишь около пятидесяти солдат. Однако поскольку Боевое Знамя не было утрачено, полк не был расформирован.
В ночь с 10 на 11 марта 1945 года близ города Рыбник (ныне Силезское воеводство, Польша) при захвате в плен «языка» подавил пулемёт противника. Пленный сообщил ценные для советского командования сведения. 12 марта того же года был награждён орденом Славы 3-й степени.
В ночь с 15 на 16 марта 1945 года близ того же города, находясь в составе разведгруппы, красноармеец Виктор Рябов, скрытно преодолел проволочные заграждения противника и проник в траншею, занятую противником, где он уничтожил двух немецких солдат и взял одного в плен. 14 апреля 1945 года был Виктор Рябов был награждён орденом Славы 2-й степени.
В ходе боёв на близ города Троппау (территория Чехословакии) Виктор Рябов уничтожил более десяти немецких военнослужащих и пятерых взял в плен. Пленные дали ценные сведения, которые советское командование смогло успешно использовать во время боёв. 15 мая 1946 года был Виктор Рябов был награждён орденом Славы 1-й степени, став полным кавалером ордена Славы. Однако награда была вручена лишь в 1965 году.
Демобилизовался в 1951 году в звании сержанта. После демобилизации жил городе Тосно (Ленинградская область). Работал осмотрщиком вагонов в депо «Ленинград-сортировочной-Московской», затем слесарем (по другим данным, осмотрщиком) депо на железнодорожной станции «Тосно» Октябрьской железной дороги. За успехи в трудовой деятельности был награждён орденами Ленина и Трудового Красного Знамени. В 1986 году вышел на пенсию. Был членом Совета ветеранов труда Вооружённых сил и правоохранительных органов Тосненского района. В 1995 году участвовал в юбилейном Параде Победы в Москве. Скончался 30 апреля 2009 года. Был похоронен на городском кладбище города Тосно.

## Награды и почётные звания
Виктор Васильевич Рябов был отмечен следующими наградами и званиями:
- Орден Ленина[2];
- Орден Трудового Красного Знамени[2];
- Орден Отечественной войны I степени (11 марта 1985)[2][4];
- Полный кавалер ордена Славы:

- Орден Славы 1-й степени (15 мая 1946 — № 3143);
- Орден Славы 2-й степени (14 апреля 1945 — № 19103);
- Орден Славы 3-й степени (12 марта 1945 —№ 267666);

- так же ряд медалей[2], в том числе «За отвагу»[1].
- Почётный железнодорожник[2];
- Почётный гражданин Тосненского района[7].

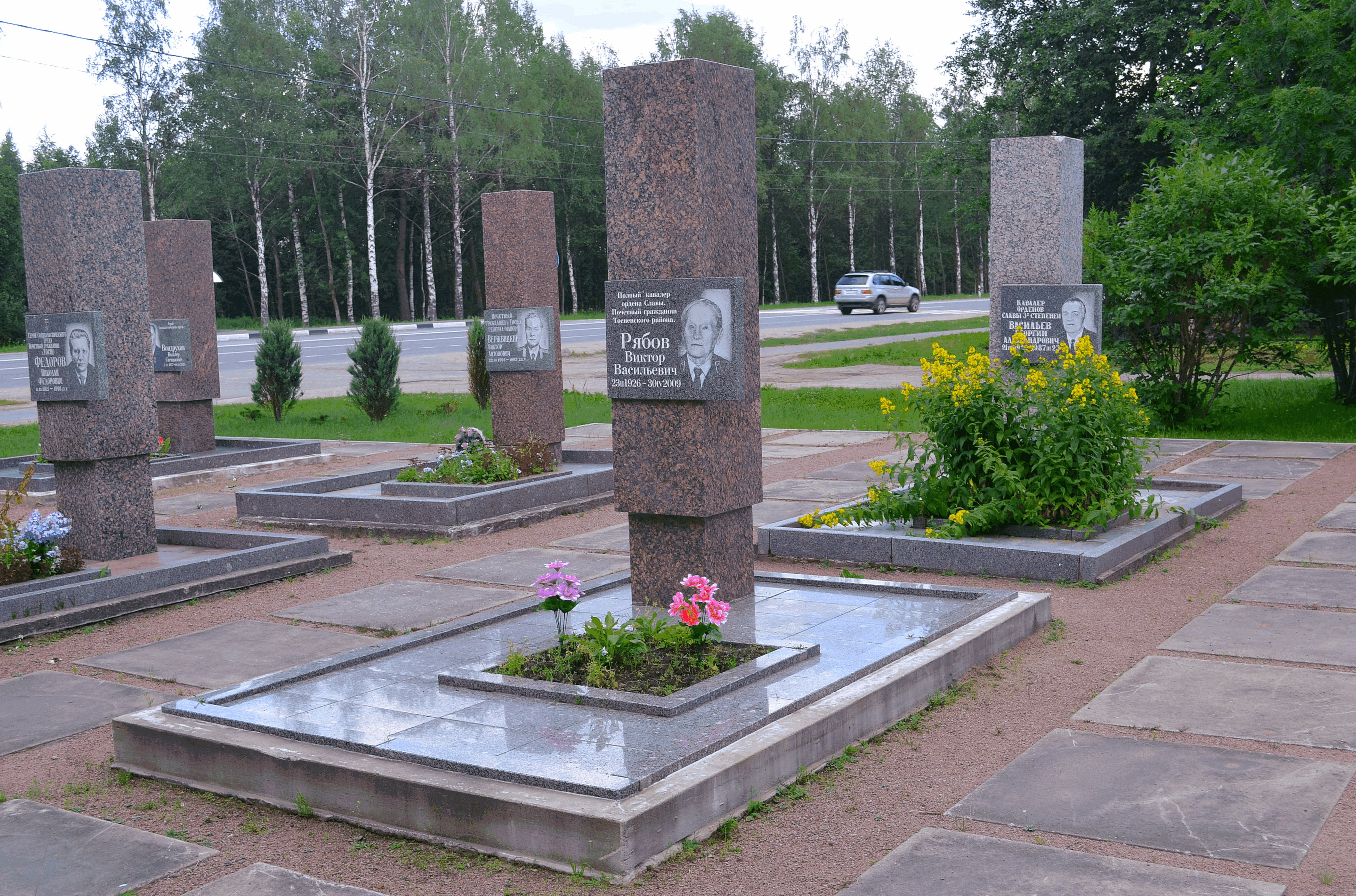
Могила Рябова на кладбище г. Тосно